# Bezirksamt Dürkheim
| Basisdaten         | Basisdaten           |
| ------------------ | -------------------- |
| Land               | Bayern               |
| Regierungsbezirk   | Pfalz                |
| Verwaltungssitz    | Bad Dürkheim         |
| Fläche             | 247,4 km²            |
| Einwohner          | 31.189 (1925)        |
| Bevölkerungsdichte | 126 Einw./km² (1925) |
| Gemeinden          | 22                   |

Das Bezirksamt Dürkheim war von 1902 bis 1931 ein Verwaltungsbezirk in der Pfalz, die in dieser Zeit ein Regierungsbezirk von Bayern war. Die bayerischen Bezirksämter waren hinsichtlich ihrer Funktion und Größe vergleichbar mit einem Landkreis.

## Geschichte
Das Bezirksamt Dürkheim wurde zum 1. Oktober 1902 aus Gemeinden des Bezirksamtes Neustadt an der Haardt neu gebildet. Der Sitz des Bezirksamts war in Bad Dürkheim, das heute zum Landkreis Bad Dürkheim in Rheinland-Pfalz gehört. Zum 1. Februar 1931 wurde das Bezirksamt Dürkheim wieder aufgelöst. Seine Gemeinden wurden wieder dem Bezirksamt Neustadt an der Haardt zugeordnet.

## Einwohnerentwicklung
| Jahr      | 1910   | 1925   |
| --------- | ------ | ------ |
| Einwohner | 29.110 | 31.189 |

Einwohnerzahlen der Gemeinden des Bezirksamts mit mehr als 2.000 Einwohnern (Stand 1925):
| Bad Dürkheim                 | 7.060 |
| Deidesheim                   | 2.529 |
| Freinsheim                   | 2.857 |
| Wachenheim an der Weinstraße | 2.212 |
| Weisenheim am Sand           | 2.813 |

## Gemeinden
Dem Bezirksamt gehörten drei Städte und 19 weitere Gemeinden an:
| - Bad Dürkheim, Stadt - Bobenheim am Berg - Dackenheim - Deidesheim, Stadt - Ellerstadt - Erpolzheim - Forst - Freinsheim - Friedelsheim - Gönnheim - Grethen | - Hardenburg - Herxheim am Berg - Kallstadt - Leistadt - Niederkirchen - Rödersheim - Seebach - Ungstein - Wachenheim, Stadt - Weisenheim am Berg - Weisenheim am Sand |